# Worcester
Worcester (i / wʊstər / wuus-tər) je mesto in okraj v Worcestershiru v West Midlands v Angliji. Leži približno 27 km jugozahodno od južnega predmestja Birminghama in 37 km severno od Gloucestra. Ima približno 100.000 prebivalcev. Reka Severn teče po zahodni strani mestnega središča in se spogleduje s stolnico iz 12. stoletja. V mestu je bila zadnja bitka državljanske vojne, tukaj je Cromwellova nova armada premagala vojsko kralja Karla I. in začelo se je enajstletno medvladje. Worcester je bil središče izdelave porcelana ( Royal Worcester Porcelain), v njem je velik del svojega življenja preživel skladatelj sir Edward Elgar.  V mestu je tovarna Lea & Perrins, v kateri izdelujejo tradicionalno worcestershirsko omako. Univerza v Worcestru je ena najhitreje rastočih univerz v Veliki Britaniji.

## Zgodovina
Območje Worcestra je poseljeno od neolitika. Okoli 400 pred n. št. je bilo osnovano naselje na vzhodni obali reke Severn in obkroženo z obrambnim zidom. Zaradi pomembnega položaja na cesti od Glevuma (Gloucester) do Virokoniuma (Wroxeter) so Rimljani v 1. stoletju tukaj zasnovali trdnjavo. Ker so Rimljani premikali meje proti zahodu Worcestra, se je mesto razvilo v industrijsko mesto za proizvodnjo keramike in železa. 
Okoli leta 300 je bil rimski Worcester napredno trgovsko in proizvodno središče. Do odhoda Rimljanov iz Britanije leta 407 se je zmanjšal in ni omenjen vse do sredine 7. stoletja, ko je omenjen kot anglosaško naselje Veogornaster.
Postal je sedež škofije, čeprav je bil bližnji Gloucester veliko večji. To je bilo najbrž zaradi velike krščanske skupnosti v Worcestru. Med uporom proti kazenskim davkom leta 1041 je bilo mesto precej uničeno. Med državljansko vojno med kraljem Štefanom in Matildo je bilo večkrat napadeno (1139, 1150 in 1151).
Izdelovanje odej je postala največja industrija v srednjem veku. Mesto je imelo takrat okoli 10.000 prebivalcev.
Pri Worcestru je Oliver Cromwell 3. septembra 1651 porazil rojaliste v bitki pri Worcestru. Karel II. je poskušal ponovno pridobiti krono, a je bil poražen jugozahodno od Worcestra. Po porazu se je Karel vrnil na svoj dom in preoblečen pobegnil v Francijo. Worcester je bil eno od mest, ki so bila zvesta kralju, zato so ga imenovali tudi verno mesto.
Dr. John Wall je leta 1751 ustanovil tovarno za izdelavo porcelana Royal Worcester Porcelain Company (Kraljeva worcestrska porcelanska družba). Tovarna ne dela več, so pa zaposleni številni dekoraterji, je tudi muzej.

## Industrija
V 19. in 20. stoletju je bil Worcester največje središče za izdelovanje rokavic. Tudi ta industrija je zelo nazadovala.
Zelo znana je worcestrska omaka. 

## Stolnica in samostan
Worcestrska stolnica je anglikanska stolnica. Leta 680 je bila zasnovana prva stolnica, a od nje ni ostalo nič. Kripta današnje stolnice je iz 10. stoletja, preostali deli so bili zgrajeni v 12. in 13. stoletju. Stolnica je zgrajena v romanskem in gotskem slogu. V njej je grob angleškega kralja Ivana Brez dežele.
Menihi so bili tu od 7. stoletja, benediktinski samostan pa je iz 10. stoletja. Benediktinci so bili izgnani leta 1540. Nekdanja meniška knjižnica je hranila številne rokopise, ki so zdaj v raznih drugih knjižnicah (Cambridge, Oxford, London ...). 
Stolnica je bila obnovljena med letoma 1857 in 1874.

## Pobratena mesta
Worcester je pobraten z nemškim mestom Kleve, pariško komuno Le Vésinet in njegovim večjim ameriškim soimenjakom Worcester, Massachusetts. [58]
Februarja 2009 je Twinning Association Worcester pri mestnem svetu začel odločanje o zahtevku pobratenja Worcestra s palestinskim mestom Gaza. Svetnik Alan Amos je predstavil predlog, ki je bil sprejet ob prvem branju z večino 35-6, vendar je izvršni odbor mesta Worcester predlog zaradi pomanjkanja sredstev pozneje zavrnil.